# Charles Blackman
Charles Blackman (Sydney, 12 agosto 1928 – Sydney, 20 agosto 2018) è stato un artista australiano.
Lasciò gli studi a tredici anni (alcune fonti dicono quindici) e lavorò come illustratore presso il quotidiano Sydney Sun, mentre contemporaneamente frequentava le scuole serali dello East Sydney Technical College (1943-46).